# Bathyarca frielei
Bathyarca frielei är en musselart som först beskrevs av Friele 1877.  Bathyarca frielei ingår i släktet Bathyarca och familjen Arcidae. Inga underarter finns listade i Catalogue of Life.